# Javeta krishna
Javeta krishna es una especie de insecto coleóptero de la familia Chrysomelidae.
Fue descrita científicamente en 1916 por Maulik.